# Manuel Demétrio de Oliveira

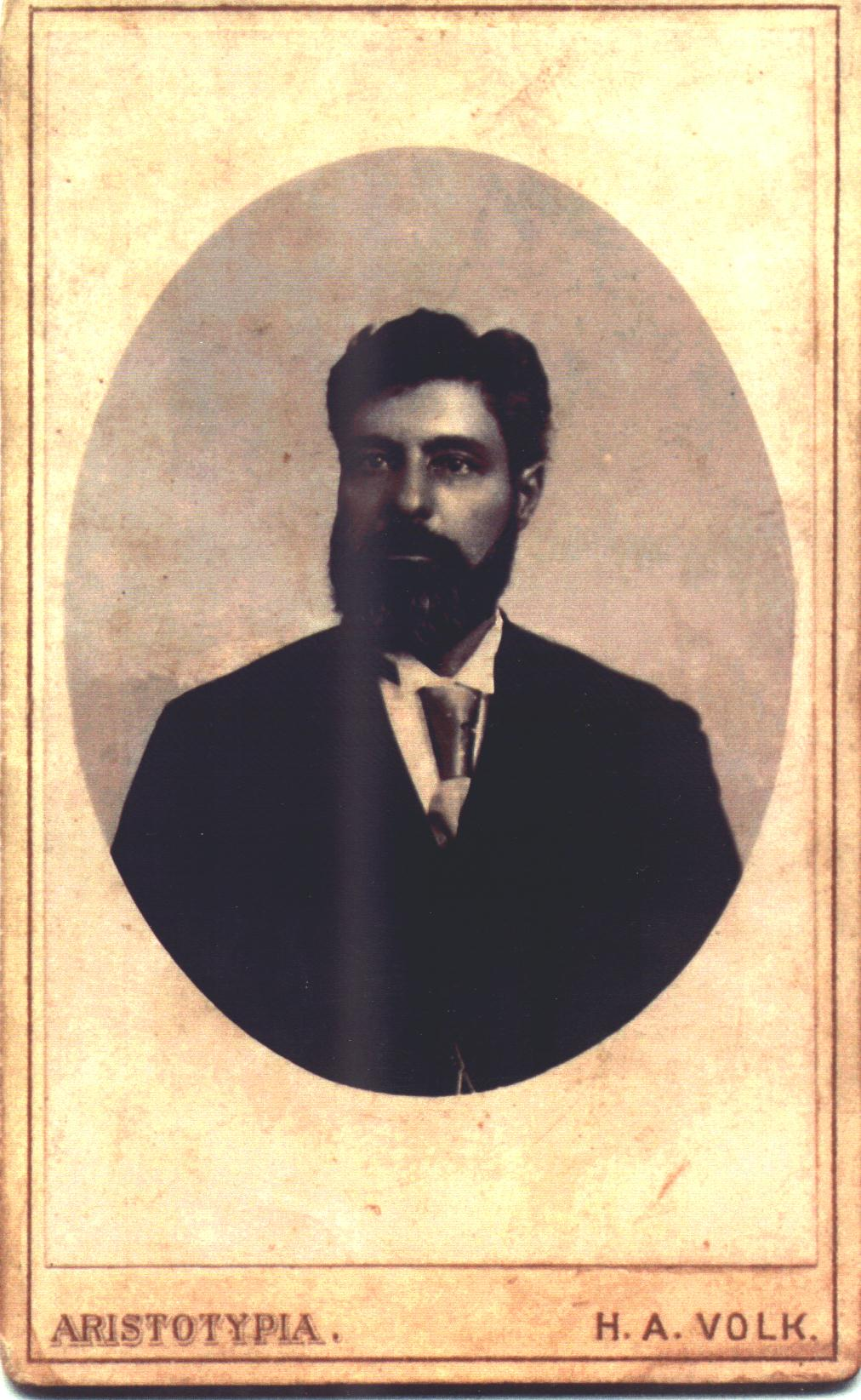
Guarda costas de Duque de Caxias

Manoel Demétrio de Oliveira (Palmeira, 1844 — Mandaçaia, 21 de agosto de 1934) foi um militar brasileiro, herói da Guerra do Paraguai, guarda costas do Duque de Caxias membro do 6 corpo da cavalaria da guarda nacional do Rio Grande do Sul.
No final da Batalha de Itororó um soldado paraguaio conseguiu furar a segurança de Caxias armado e próximo a embainhar sua espada. Segundo relatos, Manuel Demétrio, notado o movimento contra a vida de seu comandante, jogou seu cavalo entre Caxias e o soldado inimigo. Seu ato foi decisivo na Batalha de Itororó. Com esse ato, Manuel Demétrio, que já era cabo, foi promovido a sargento por determinação de Caxias.